# Đội tuyển Davis Cup Hồng Kông
Đội tuyển Davis Cup Hồng Kông đại diện cho Hồng Kông trong môn quần vợt tại Davis Cup và được Liên đoàn quần vợt Hồng Kông quản lý.
Hồng Kông đã từng tham dự Khu vực châu Á/châu Đại Dương nhóm I vào năm 1989, 1993-95 nhưng bị loại ngay vòng mở đầu.

## Lịch sử
Hồng Kông hoàn thành kỳ Davis Cup đầu tiên của họ vào năm 1970.

## Đội hình hiện tại
- Jack Wong
- Hei Yin Andrew Li
- Phillip King (đội trưởng)
- Siu-Fai Kelvin Lam